# Adidas Tango

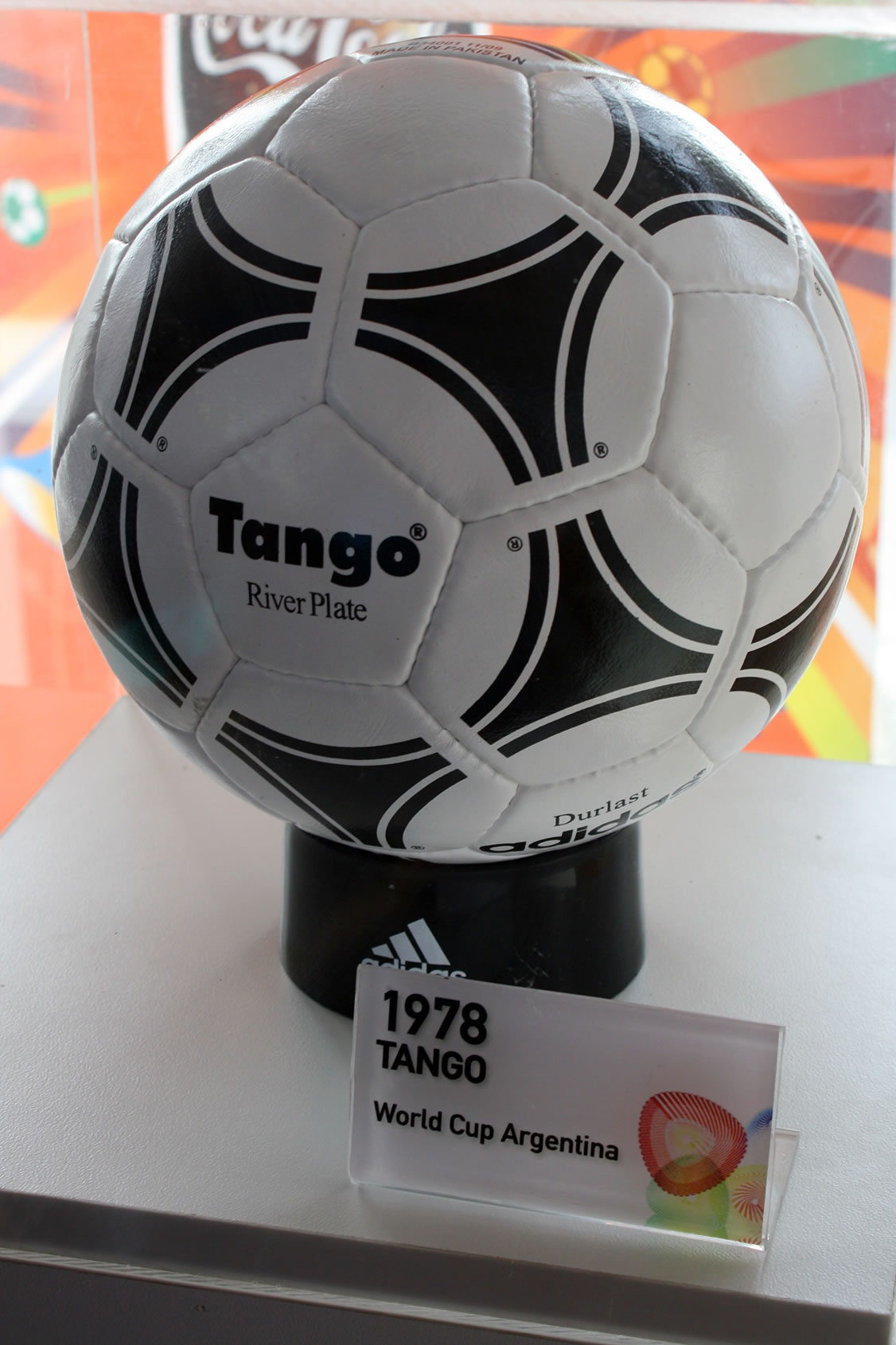
Adidas Tango Durlast

Tango Durlast — официальный мяч Чемпионата мира по футболу 1978 в Аргентине, разработанный компанией Adidas специально для этого чемпионата.

## Название
Название мяча посвящено традиционному аргентинскому танцу — танго.

## Технические характеристики
Сфера состоит из 32 сшитых фрагментов (20 шестиугольных и 12 пятиугольных), изготовленных из натуральной кожи и покрытых блестящим водозащитным покрытием «Durlast».

## Дизайн
Нарисованные на шестиугольных панелях «триады» создают на мяче 12 кругов вокруг пятиугольных фрагментов.

## Стоимость
Tango Durlast, стоящий 50£, стал самым дорогим подобным мячом в истории.